# Réty község
Réty község (románul: Comuna Reci) község Kovászna megyében, Romániában. Központja Réty, beosztott falvai Bita, Egerpatak, Szacsva.

## Népessége
A 2011-es népszámlálás adatai alapján a község népessége 2304 fő volt.